# NGC 3339
NGC 3339 – gwiazda znajdująca się w gwiazdozbiorze Sekstantu, widoczna na niebie w pobliżu galaktyki NGC 3340. Zaobserwował ją Albert Marth 30 stycznia 1865 roku i skatalogował jako obiekt typu „mgławicowego”. Baza SIMBAD jako NGC 3339 identyfikuje NGC 3340, co jest błędem, gdyż zarówno pozycja jak i opis sporządzony przez Martha wskazują na gwiazdę.